# Curimagua chapmani
Espèce
Curimagua chapmani est une espèce d'araignées aranéomorphes de la famille des Symphytognathidae.

## Distribution
Cette espèce est endémique de l'État de Falcón au Venezuela,. Elle se rencontre dans la grotte Cueva Coy-Coy dans la Serranía de San Luis.

## Description
Le mâle holotype mesure 0,80 mm et la femelle paratype 1,16 mm.

## Étymologie
Cette espèce est nommée en l'honneur de Philip Chapman.

## Publication originale
- Forster & Platnick, 1977 : A review of the spider family Symphytognathidae (Arachnida, Araneae). American Museum novitates, no 2619, p. 1-29  (texte intégral).